# Михальчанська сільська рада
Миха́льчанська сільська́ ра́да — адміністративно-територіальна одиниця та орган місцевого самоврядування у Сторожинецькому районі Чернівецької області. Адміністративний центр — село Михальча.

## Загальні відомості
- Населення ради: 4 621 особа (станом на 2001 рік)

## Населені пункти
Сільській раді підпорядковані населені пункти:
- с. Михальча
- с. Дубове
- с. Заволока
- с. Спаська

## Склад ради
Рада складається з 22 депутатів та голови.
- Голова ради: Шевчук Захарій Іванович
- Секретар ради: Данилюк Галина Георгіївна

### Керівний склад попередніх скликань
| Прізвище, ім'я, по батькові | Основні відомості                                                 | Дата обрання | Дата звільнення |
| --------------------------- | ----------------------------------------------------------------- | ------------ | --------------- |
| Зазубек Іван Миколайович    | Сільський голова, 1959 року народження, безпартійний              | 26.03.2006   | 31.10.2010      |
| Шевчук Захарій Іванович     | Сільський голова, 1962 року народження, освіта вища, безпартійний | 31.10.2010   |                 |

Примітка: таблиця складена за даними сайту Верховної Ради України

### Депутати
За результатами місцевих виборів 2010 року депутатами ради стали:

#### За суб'єктами висування
| Суб'єкт висування | Кількість обраних депутатів | %   |
| ----------------- | --------------------------- | --- |
| Самовисування     | 22                          | 100 |

#### За округами
| № округу | Прізвище, ім'я, по батькові    | Дата визнання обраним | Освіта             | Партійна приналежність                        | Відомості про обраного депутата                 |
| -------- | ------------------------------ | --------------------- | ------------------ | --------------------------------------------- | ----------------------------------------------- |
| 1        | Морар Василь Васильович        | 02.11.2010            | середня спеціальна | позапартійний                                 | тимчасово не працює                             |
| 2        | Данилюк Павло Георгійович      | 02.11.2010            | середня спеціальна | позапартійний                                 | приватний підприємець                           |
| 3        | Маскаль Василь Миколайович     | 02.11.2010            | вища               | член Політичної партії «Наша Україна»         | Михальчанська загальноосвітня школа, вчитель    |
| 4        | Угренюк Марія Василівна        | 02.11.2010            | середня            | позапартійна                                  | пенсіонер                                       |
| 5        | Шевчук Василь Андрійович       | 02.11.2010            | середня спеціальна | позапартійний                                 | приватний підприємець                           |
| 6        | Штефюк Іван Михайлович         | 02.11.2010            | середня            | член Всеукраїнського об'єднання «Батьківщина» | ТОВ «Парнас», водій                             |
| 7        | Захаров Олексій В'ячеславович  | 02.11.2010            | вища               | позапартійний                                 | приватний підприємець                           |
| 8        | Миглей Ольга Василівна         | 02.11.2010            | вища               | позапартійна                                  | тимчасово не працює                             |
| 9        | Москаль Олександр Михайлович   | 02.11.2010            | середня спеціальна | позапартійний                                 | тимчасово не працює                             |
| 10       | Чепишко Ілля Дмитрович         | 02.11.2010            | вища               | член Політичної партії «Наша Україна»         | фермер                                          |
| 11       | Данилюк Галина Георгіївна      | 02.11.2010            | середня спеціальна | позапартійна                                  | Михальчанська сільська рада, секретар виконкому |
| 12       | Мензак Владислав Іванович      | 02.11.2010            | середня            | позапартійний                                 | тимчасово не працює                             |
| 13       | Штефанчук Микола Костянтинович | 02.11.2010            | середня спеціальна | позапартійний                                 | тимчасово не працює                             |
| 14       | Штефюк Володимир Ілліч         | 02.11.2010            | середня            | позапартійний                                 | тимчасово не працює                             |
| 15       | Питращук Михайло Деонізійович  | 02.11.2010            | середня спеціальна | позапартійний                                 | тимчасово не працює                             |
| 16       | Валявський Іван Михайлович     | 02.11.2010            | середня            | позапартійний                                 | тимчасово не працює                             |
| 17       | Лобзун Віктор Миколайович      | 02.11.2010            | середня            | позапартійний                                 | приватний підприємець                           |
| 18       | Пинтелюк Василь Володимирович  | 02.11.2010            | вища               | позапартійний                                 | ТОВ «Боянівка», бармен                          |
| 19       | Москаль Ілля Степанович        | 02.11.2010            | вища               | позапартійний                                 | ППФ «Альтаїр», директор                         |
| 20       | Дроздик Стефан Рудольфович     | 02.11.2010            | середня            | позапартійний                                 | приватний підприємець                           |
| 21       | Пашкевич Тарас Мірчович        | 02.11.2010            | середня спеціальна | позапартійний                                 | приватний підприємець                           |
| 22       | Остапенко Олег Васильович      | 02.11.2010            | вища               | позапартійний                                 | ЗАТ «Імпульс», старший майстер                  |